# Verkündigung des Herrn

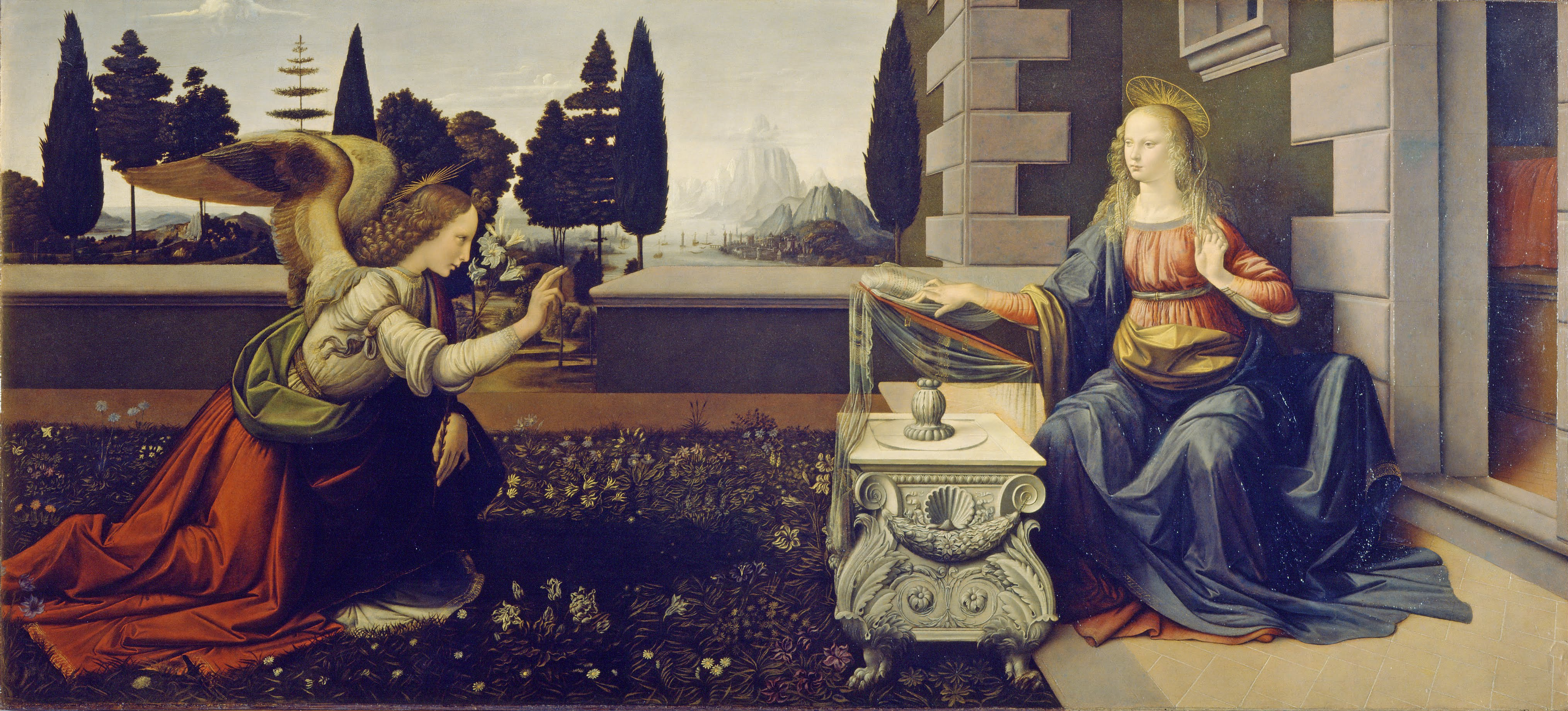
Leonardo da Vinci: Die Verkündigung, um 1472–1475, Uffizien

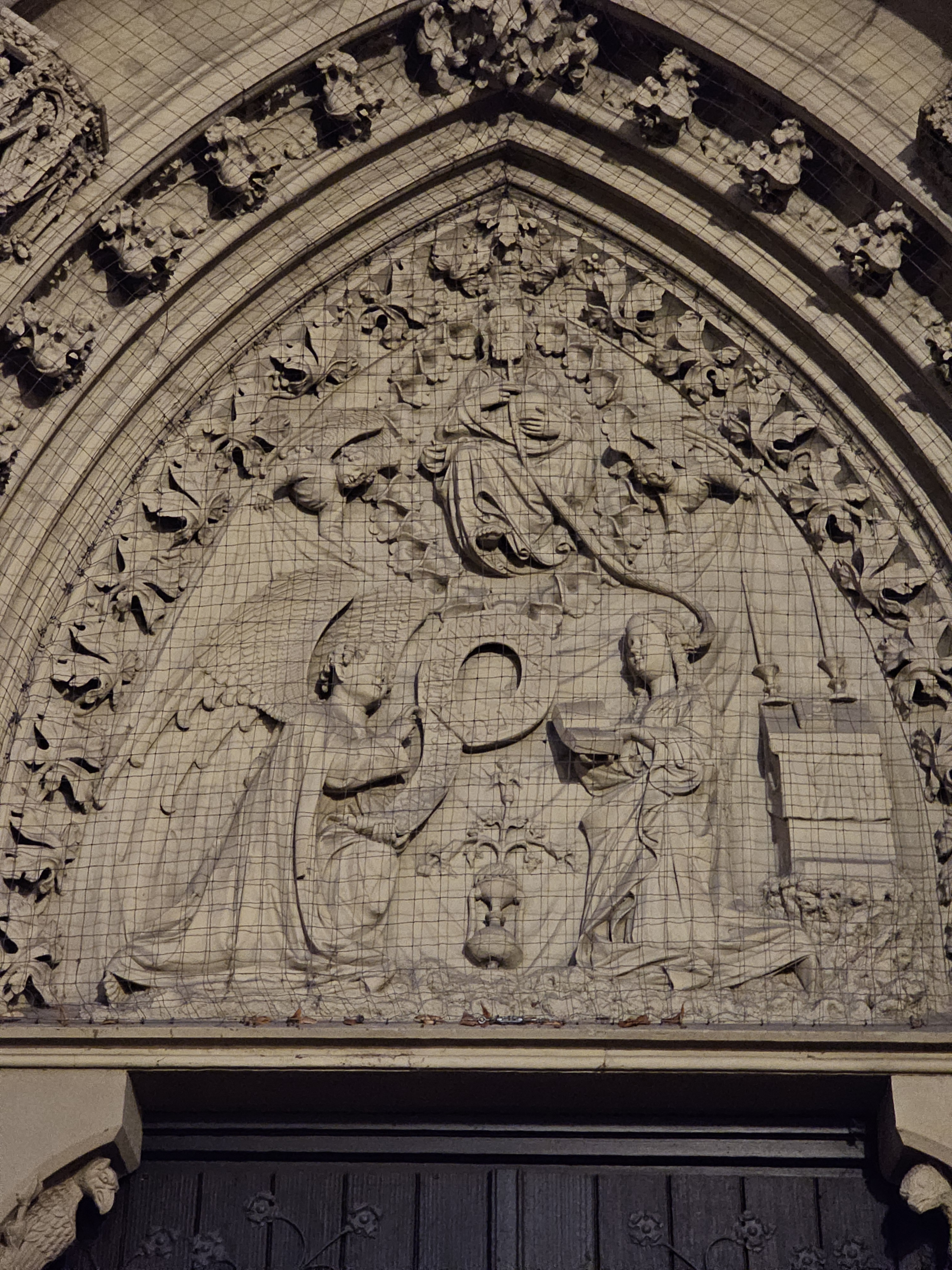
Verkündigung des Herrn durch das Wort Gottes an der Marienkapelle (Würzburg)

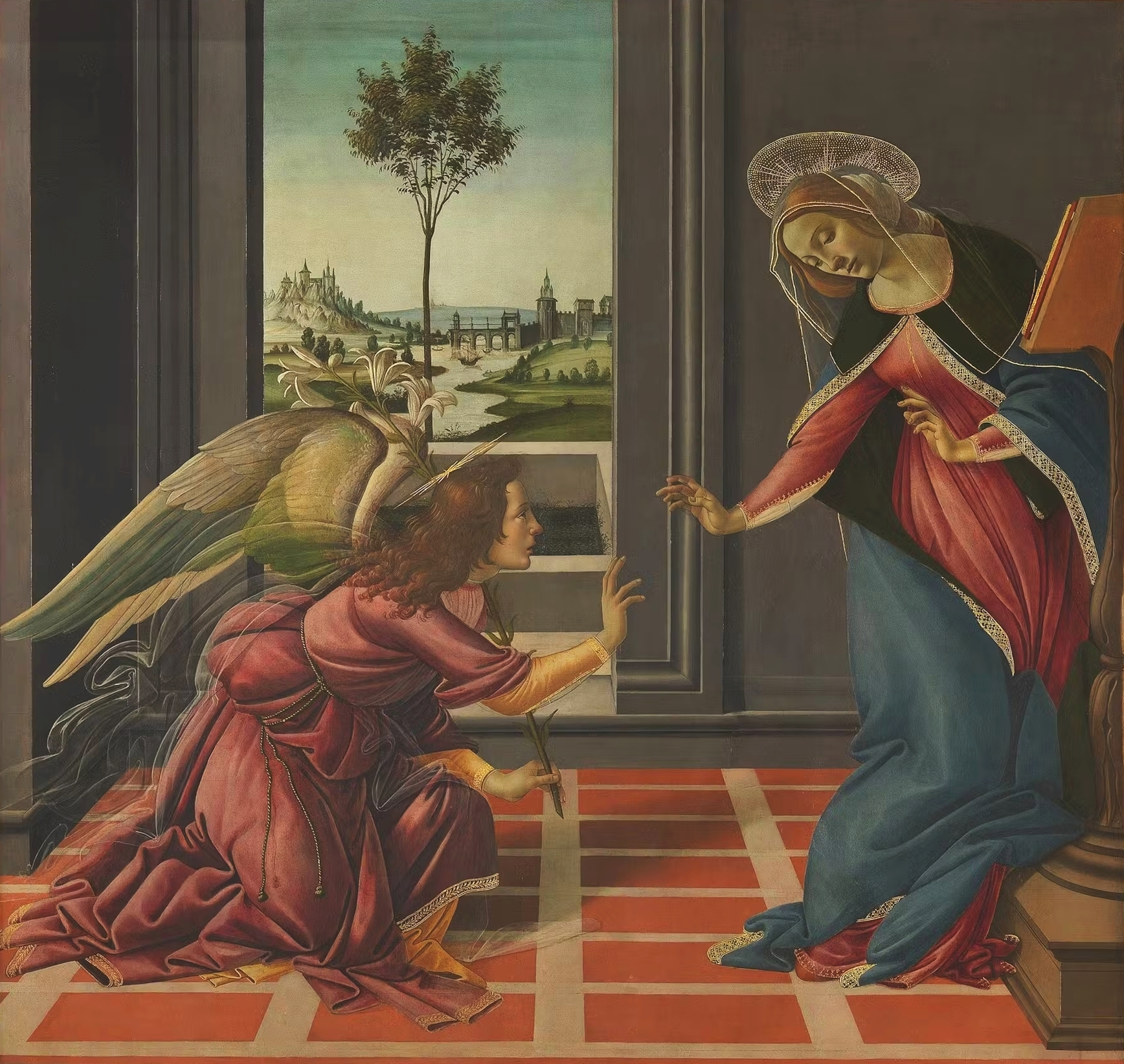
Sandro Botticelli: Verkündigung von Cestello, 1489/1490

Verkündigung des Herrn, lateinisch Annuntiatio Domini, auch Mariä Verkündigung (In Annuntiatione Beatæ Mariæ Virginis), ist ein Hochfest im Kirchenjahr und zugleich die Bezeichnung für das im Lukasevangelium geschilderte Ereignis der Verkündigung durch den Engel Gabriel, dass die Jungfrau Maria den Sohn Gottes vom Heiligen Geist empfangen und ihn gebären werde.
Das Hochfest am 25. März wird in vielen Konfessionen gefeiert. Ältere Bezeichnungen sind Conceptio Christi (‚Empfängnis Christi‘), Mariä Bekleibung und Ancilla [Domini] (‚Magd [des Herrn]‘). Die biblische Begebenheit ist ein in der christlichen Ikonographie häufig dargestelltes Motiv. Viele Kirchen sind Mariä Verkündigung geweiht.

## Überlieferung

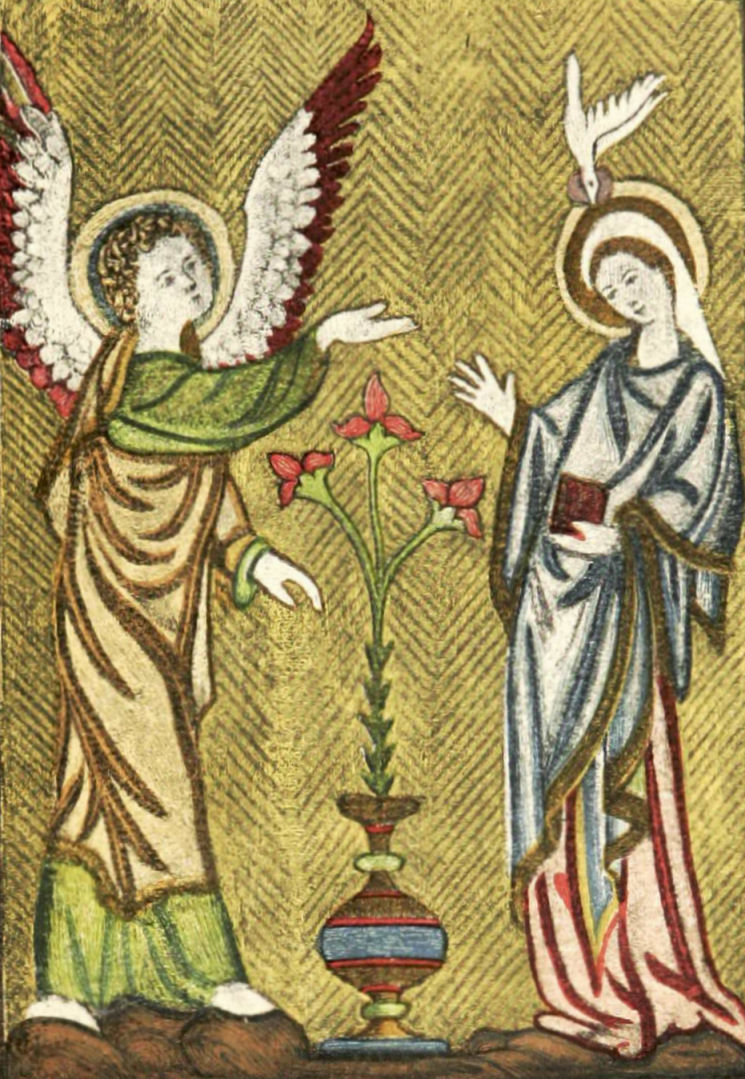
Verkündigung Mariens; Stickerei, 13. Jh.

### Heilige Schrift
Die Verkündigung des Herrn wird im Lukasevangelium (Lk 1,26–38 ) erzählt.

„Im sechsten Monat wurde der Engel Gabriel von Gott in eine Stadt in Galiläa namens Nazaret zu einer Jungfrau gesandt. Sie war mit einem Mann namens Josef verlobt, der aus dem Haus David stammte. Der Name der Jungfrau war Maria. Der Engel trat bei ihr ein und sagte: Sei gegrüßt, du Begnadete, der Herr ist mit dir. Sie erschrak über die Anrede und überlegte, was dieser Gruß zu bedeuten habe. Da sagte der Engel zu ihr: Fürchte dich nicht, Maria; denn du hast bei Gott Gnade gefunden. Du wirst ein Kind empfangen, einen Sohn wirst du gebären: dem sollst du den Namen Jesus geben. Er wird groß sein und Sohn des Höchsten genannt werden. Gott, der Herr, wird ihm den Thron seines Vaters David geben. Er wird über das Haus Jakob in Ewigkeit herrschen und seine Herrschaft wird kein Ende haben. Maria sagte zu dem Engel: Wie soll das geschehen, da ich keinen Mann erkenne? Der Engel antwortete ihr: Der Heilige Geist wird über dich kommen, und die Kraft des Höchsten wird dich überschatten. Deshalb wird auch das Kind heilig und Sohn Gottes genannt werden. Auch Elisabet, deine Verwandte, hat noch in ihrem Alter einen Sohn empfangen; obwohl sie als unfruchtbar galt, ist sie jetzt schon im sechsten Monat. Denn für Gott ist nichts unmöglich. Da sagte Maria: Ich bin die Magd des Herrn; mir geschehe, wie du es gesagt hast. Danach verließ sie der Engel.“

Die Ankündigung wird zugleich als Moment der Empfängnis verstanden, nach dem biblischen Grundsatz: Wenn Gott spricht, geschieht, was er sagt. Die Jungfrauengeburt gilt als eigenständiges Mysterium.
In deutscher Übersetzung sagt der Engel zu Maria: „Ich grüße dich, Maria!“ Das im griechischen Urtext des Lukasevangeliums an dieser Stelle verwendete Wort χαίρε (chaire) bedeutet „Freue dich, sei froh“; dies war bei den Griechen der übliche Gruß. Der Gruß im Hebräischen war שלום „Schalom“ ‚Frieden‘. In der lateinischen Übersetzung des Lukasevangeliums wird hier das Wort Ave verwendet, eine übliche Grußformel der Römer in der Bedeutung ‚Gesegnet seist du‘, ‚Heil dir‘. Die Worte des Neuen Testamentes sind eine Einladung zur Freude.
Die zentrale Bedeutung dieses Heilsereignisses für die Christen kommt auch im Angelus-Gebet zum Ausdruck, der die Verkündigung des Herrn zum Betrachtungsgegenstand hat. Die Bibelstelle ist auch die Grundlage des Ave Maria.

### Archäologie
Der Ort der Verkündigung in Nazareth soll das Haus von Maria und Josef gewesen sein. Dort befindet sich heute die Verkündigungsbasilika. Zentraler Verehrungsort ist eine kleine Grotte, die bereits im Jahr 383 einen Altar enthielt, wie es die spanische Pilgerin Egeria bezeugte. Der Grotte vorgebaut war ein kleines Haus, das während der Belagerung von Akkon (1291) und vor der anschließenden endgültigen Vertreibung der Kreuzfahrer aus dem Heiligen Land abgebaut wurde und nach Loreto gelangt sein soll, wo es 1294 wieder aufgebaut und zum Ziel der Loretowallfahrt wurde.

## Das Fest in den verschiedenen Konfessionen

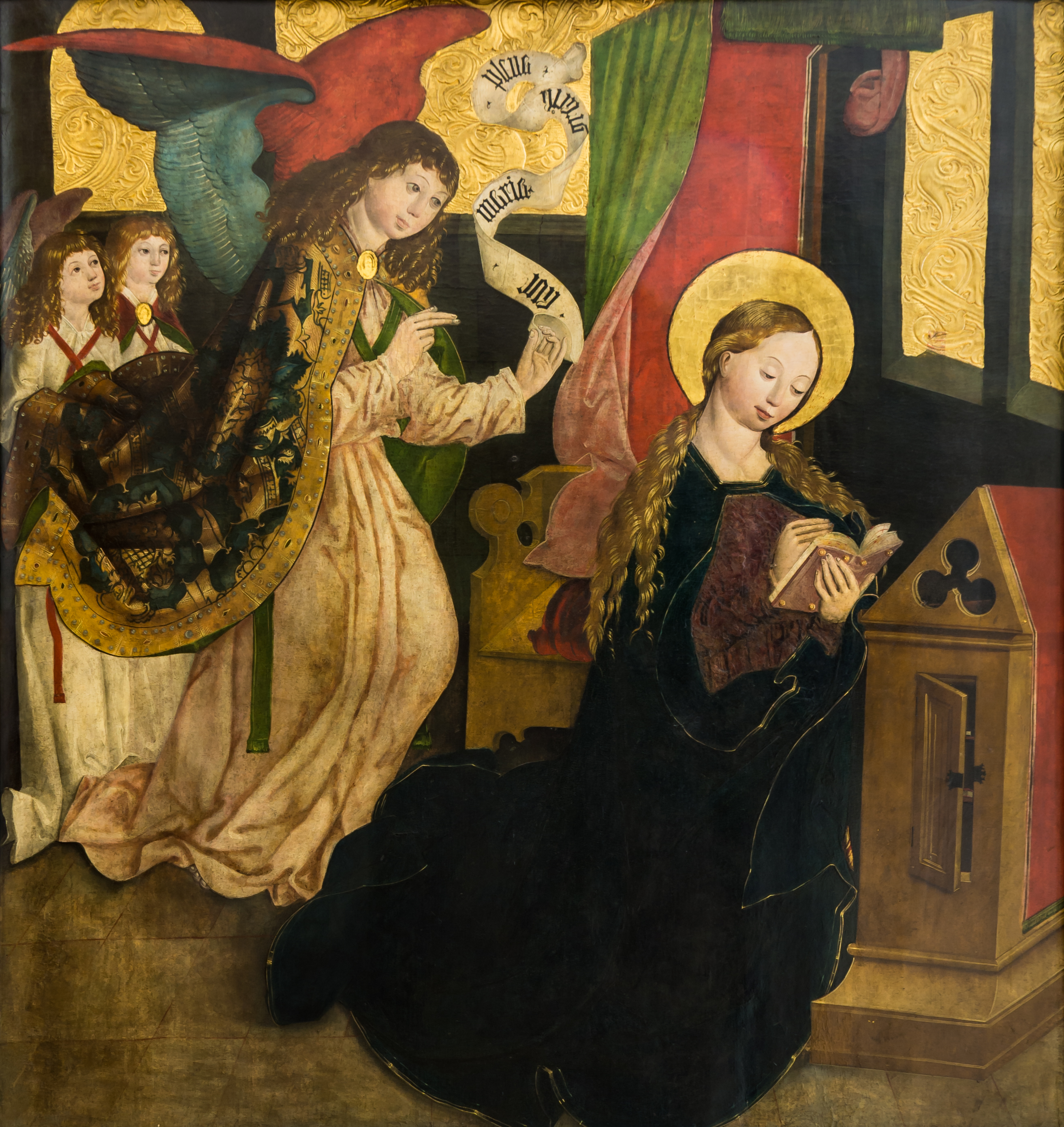
Meister von Seitenstetten: Mariä Verkündigung, um 1490

Das Datum des Festes der Verkündigung des Herrn ist von Weihnachten abgeleitet, das neun Monate danach gefeiert wird, und hat adventlichen Charakter. Das Fest der Verkündigung galt in Europa mancherorts lange Zeit als Jahresbeginn (Annunziationsstil), in England bis in das 16. Jahrhundert.

### Katholische Kirche
Nach dem römischen Generalkalender wird die Verkündigung in der ordentlichen Form des römischen Ritus als Herrenfest (Annuntiatio Domini) begangen, da es die Menschwerdung Gottes betrachtet. In der außerordentlichen Form des römischen Ritus wird es weiterhin als Marienfest begangen (Annuntiatio beatae Mariae virginis). Fällt der 25. März in die Karwoche oder die Osteroktav, wird das Fest in der lateinischen Kirche auf den ersten Tag nach der Osteroktav verlegt, da sowohl die Kartage als auch die Tage der Osteroktav liturgisch einen höheren Rang bekleiden und daher das Fest verdrängen.

### Orthodoxe Kirchen
In den orthodoxen Kirchen zählt das Fest (unter dem griechischen Namen Εὐαγγελισμός bzw. Euangelismos, „Verkündigung der Frohbotschaft“) zu den zwölf Hauptfesten. Die dritte Antiphon der Liturgie zum Fest fasst das Festgeheimnis zusammen: „Heute ist der Anfang unseres Heils und das Mysterium von Ewigkeit her wird offenbar. Gottes Sohn wird der Jungfrau Kind und Gabriel überbringt die Frohbotschaft der Gnade. Mit ihm rufen auch wir der Gottesgebärerin zu: ‚Freue dich, Gnadenvolle! Der Herr ist mit dir.‘“ Eine Ikone mit der Darstellung der Verkündigungsszene ist gewöhnlich an der Königlichen Türe der Ikonostase angebracht; aus dieser Türe heraus wird das Evangelium verkündet, und die Gläubigen sollen wie Maria die Worte der Verkündigung des Wortes hören.
Im Kalender der orthodoxen Kirchen wird das Fest von keinem anderen verdrängt, sondern es gibt besondere Vereinigungsliturgien für jeden der beweglichen Feiertage, der mit der Verkündigung zusammenfallen kann. Sogar am Karfreitag wird in diesem Fall die entsprechende Liturgie mit Eucharistie gefeiert. In der griechisch-orthodoxen Kirche und den anderen neukalendarischen orthodoxen Kirchen kann das Fest der Verkündigung allerdings heute nicht mehr mit den Kar- oder Ostertagen zusammenfallen, da es als feststehender Feiertag nach dem mit dem gregorianischen Kalender fast identischen orthodoxen Kalender, die beweglichen Feiertage wie Ostern aber nach dem julianischen Kalender begangen werden. (Der Unterschied zwischen orthodoxem und gregorianischem Kalender tritt erst im Jahr 2800 in Erscheinung; der orthodoxe Kalender stellt in der Jahreslänge eine noch genauere Annäherung an die tropische Umlaufsperiode der Erde dar als der gregorianische Kalender.)

### Evangelische und anglikanische Kirche
Auch evangelische Kirchen wie die Gliedkirchen der Evangelischen Kirche in Deutschland, die Evangelisch-Lutherische Kirche in Amerika und die Lutherische Kirche der Missouri-Synode verzeichnen das Datum in ihrem Kalender, Martin Luther bezeichnete es als „eins der fürnehmsten Feste“. In der anglikanischen Kirche wird das Fest ebenfalls gefeiert.

## Darstellung in der christlichen Kunst

### Bildende Kunst
Die Szene der Verkündigung an Maria ist durch die Jahrhunderte ein häufiges Motiv der Bildenden Kunst und besonders in der Renaissance vielfältig dargestellt. Die Darstellungen zeigen üblicherweise Maria und den Engel im Innenraum eines Hauses, möglicherweise als Symbol für Marias Innerlichkeit, Keuschheit und Jungfräulichkeit (vergleiche hortus conclusus). Zuweilen bringt der Engel Maria eine weiße Lilie, ein Symbol der Jungfräulichkeit und Reinheit, während die Gesten des Mädchens Überraschung und Berührtsein ausdrücken. Manchmal wird Maria auch in einer Bibel lesend dargestellt, womit auch die Verbindung mit der Ankündigung des Messias beim Propheten Jesaja im Alten Testament (siehe etwa Jesaja 7,14 ) unterstrichen wird. In vielen Darstellungen erscheint auch der Heilige Geist in Gestalt einer Taube, in anderen Darstellungen wird die Empfängnis durch einen Maria treffenden Lichtstrahl dargestellt.
Die künstlerischen Darstellungen betonen jeweils unterschiedliche Aspekte bzw. Momente der Begegnung Marias mit dem Engel. Unterschieden werden Botschaft, Begrüßung und Gespräch; im Einzelnen fünf Unterphasen: Conturbatio – Aufregung der Maria wegen der unerwarteten und bedeutungsvollen Botschaft; Cogitatio – die Überlegung über das soeben Gesagte; Interrogatio – die Nachfrage; Humiliatio – die Unterwerfung unter den göttlichen Willen; Meritatio – die Betonung des Verdienstes der Maria.

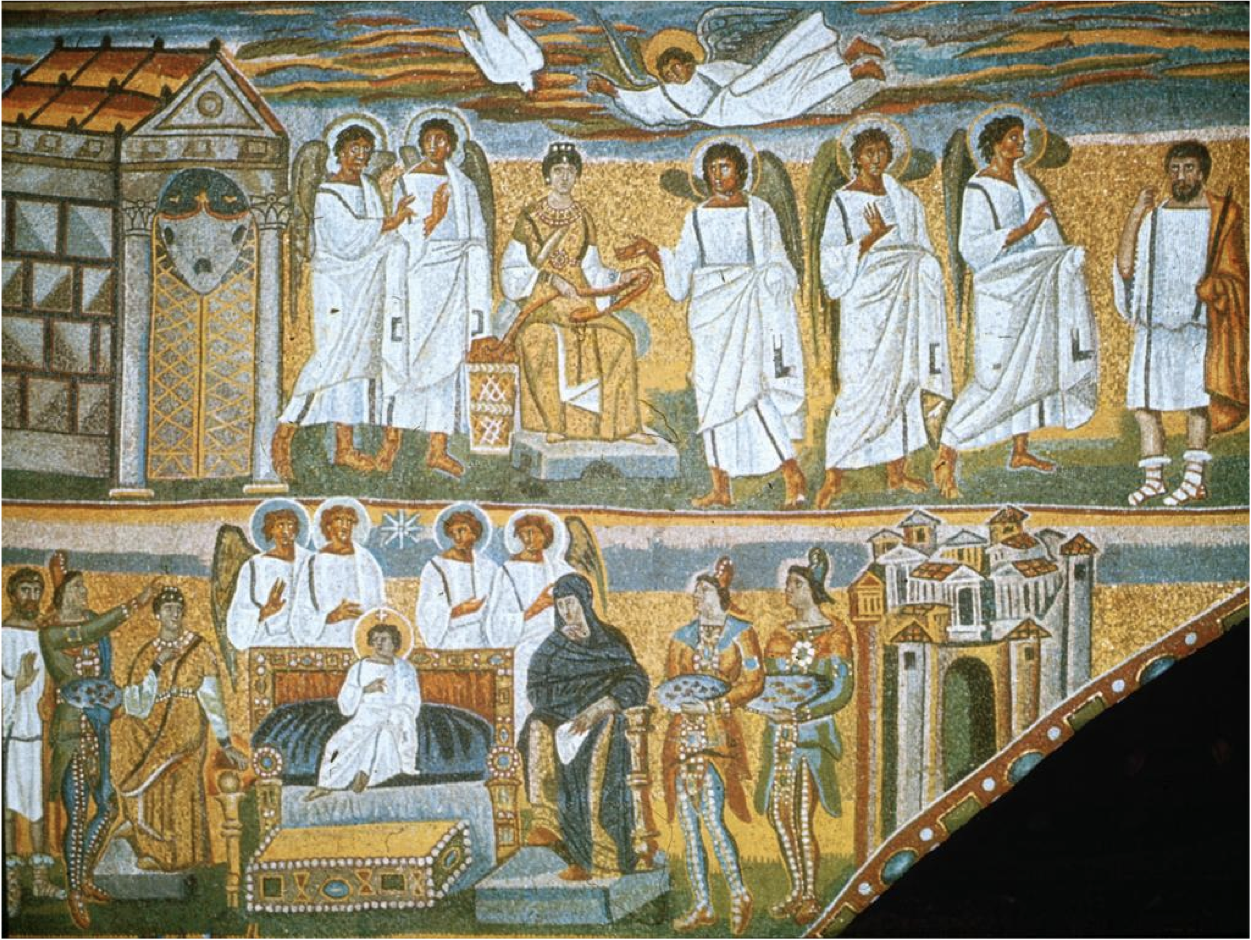
Darstellung der Verkündigung (obere Reihe); Santa Maria Maggiore in Rom, Mosaik aus dem 5. Jhd.
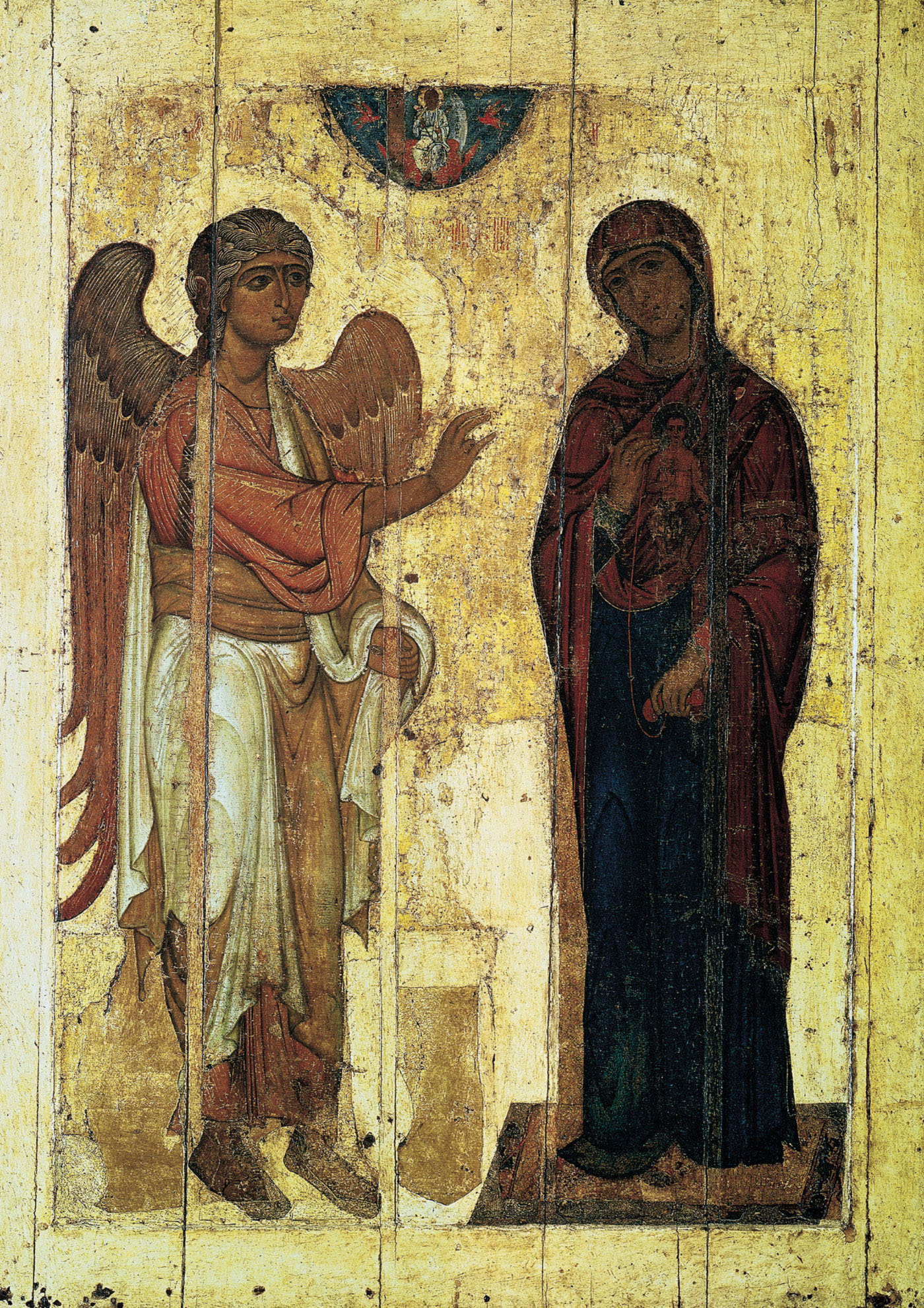
Verkündigung von Ustjug. Russische Ikone, 12. Jahrhundert.
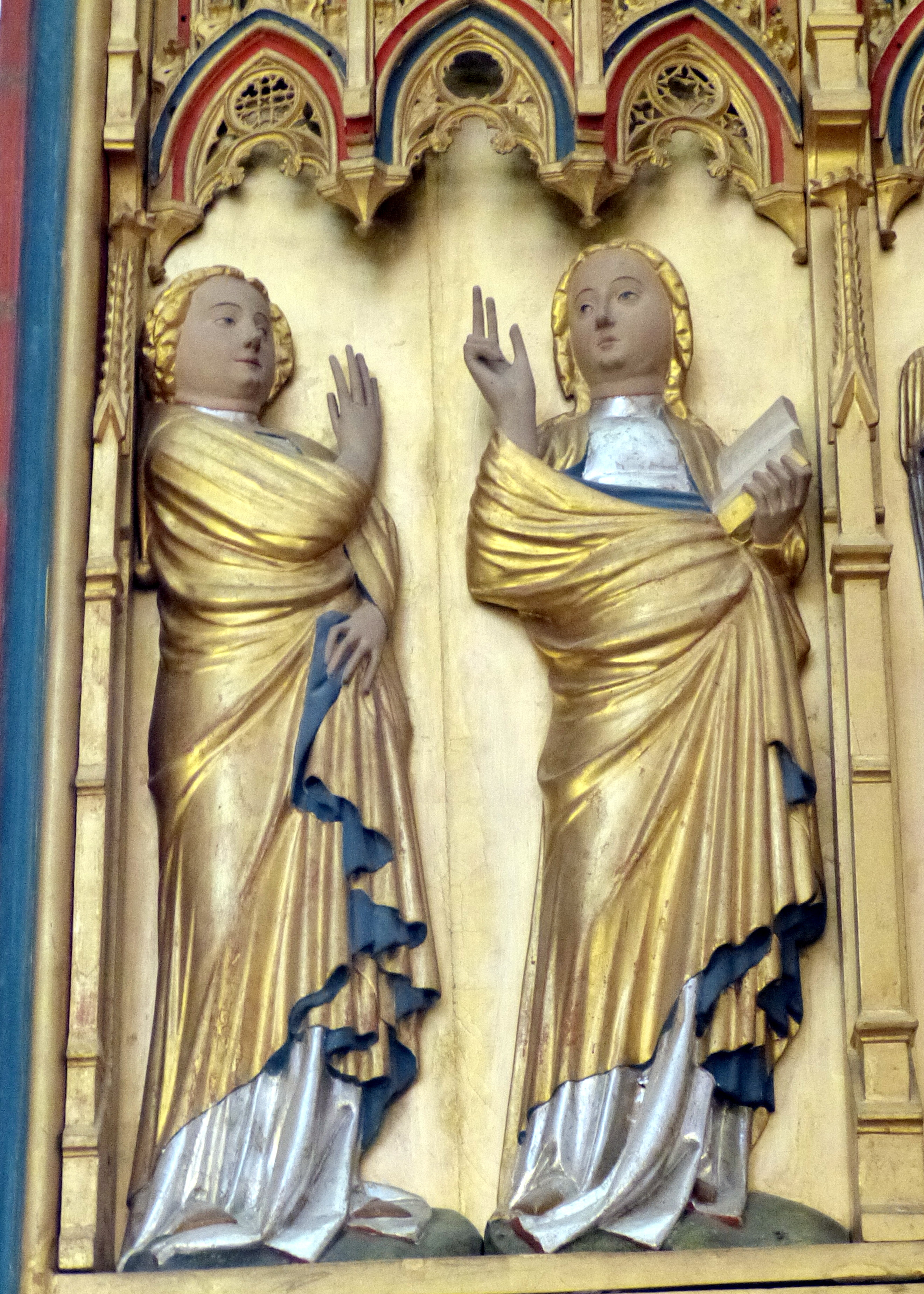
Verkündigung an Maria. Kreuzaltar im Doberaner Münster, ca. 1370
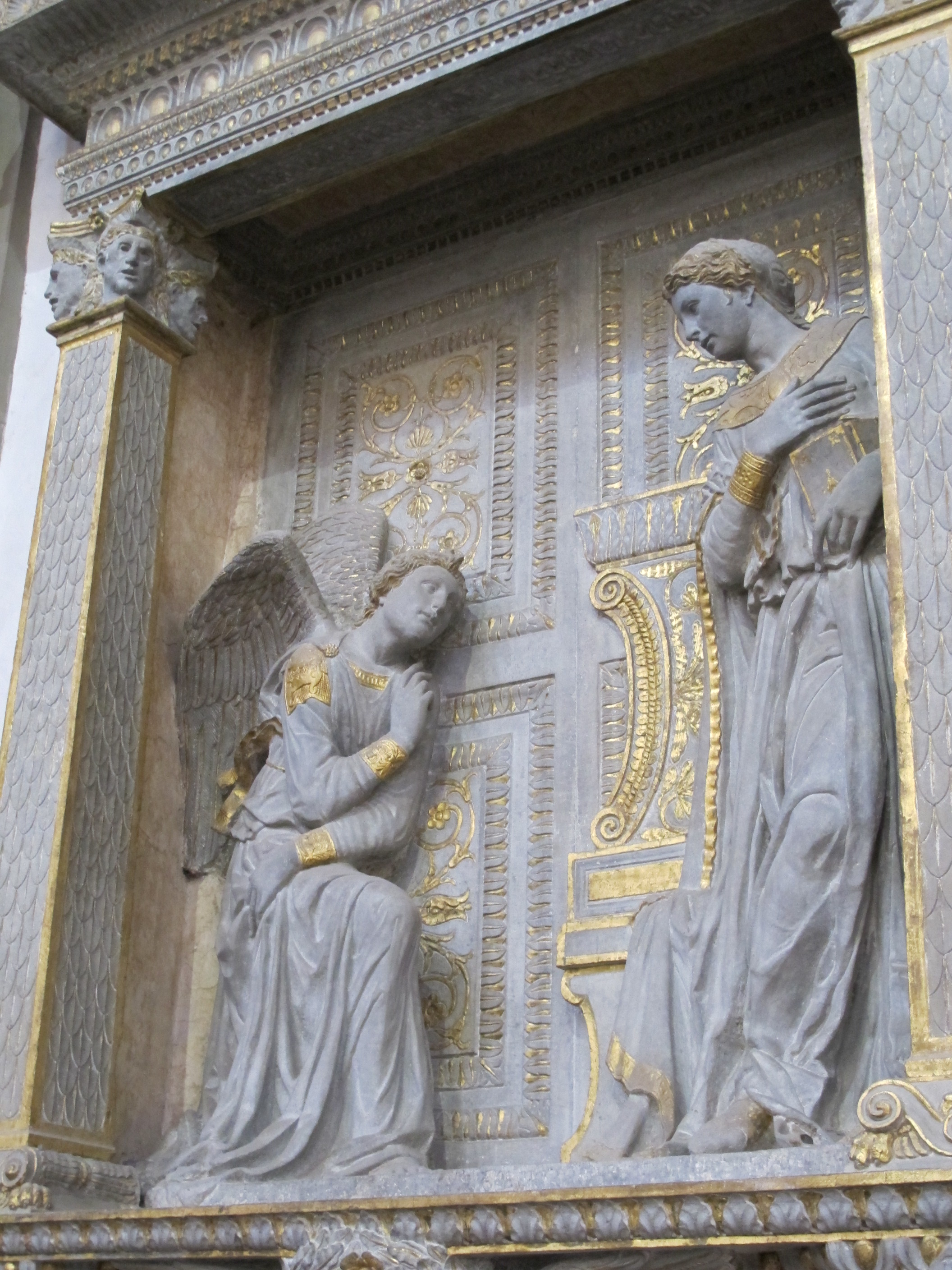
Donatello: Annunciazione Cavalcanti, Santa Croce (Florenz), 1435
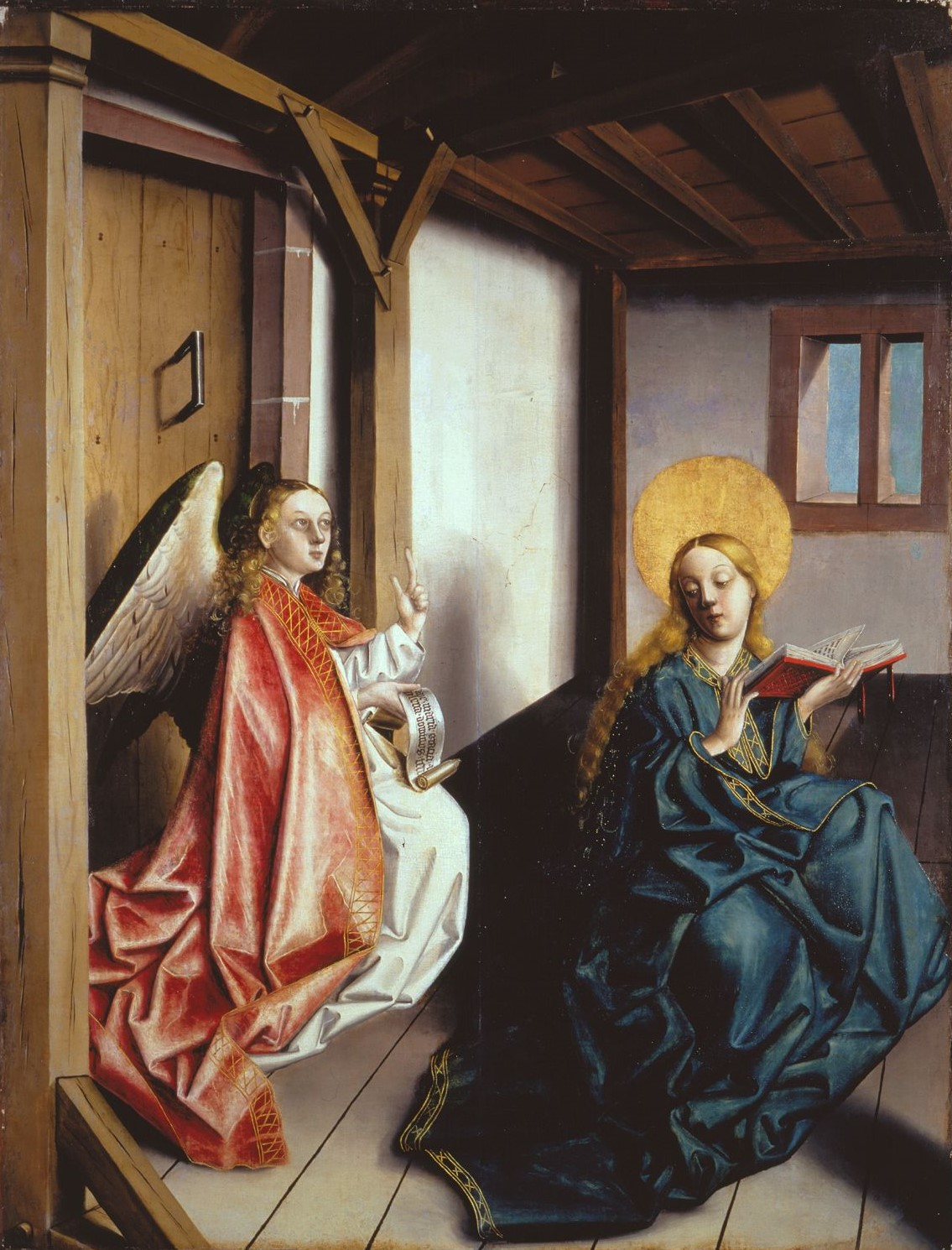
Die Verkündigung an Maria von Konrad Witz, Oberrhein / Basel, um 1437/1440, Germanisches Nationalmuseum.
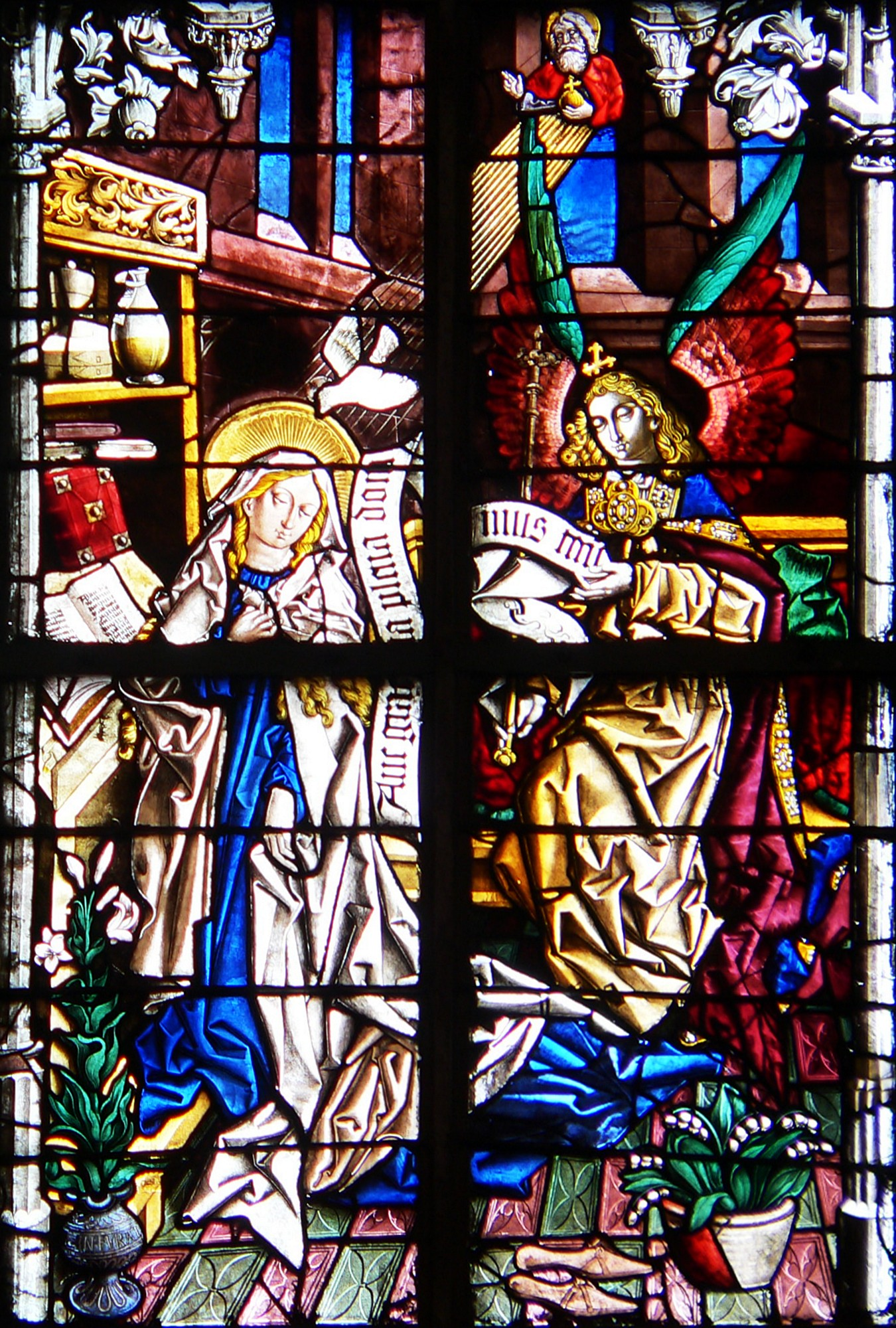
Mariä Verkündigung von Peter Hemmel von Andlau um 1480, im Kramerfenster des Ulmer Münsters
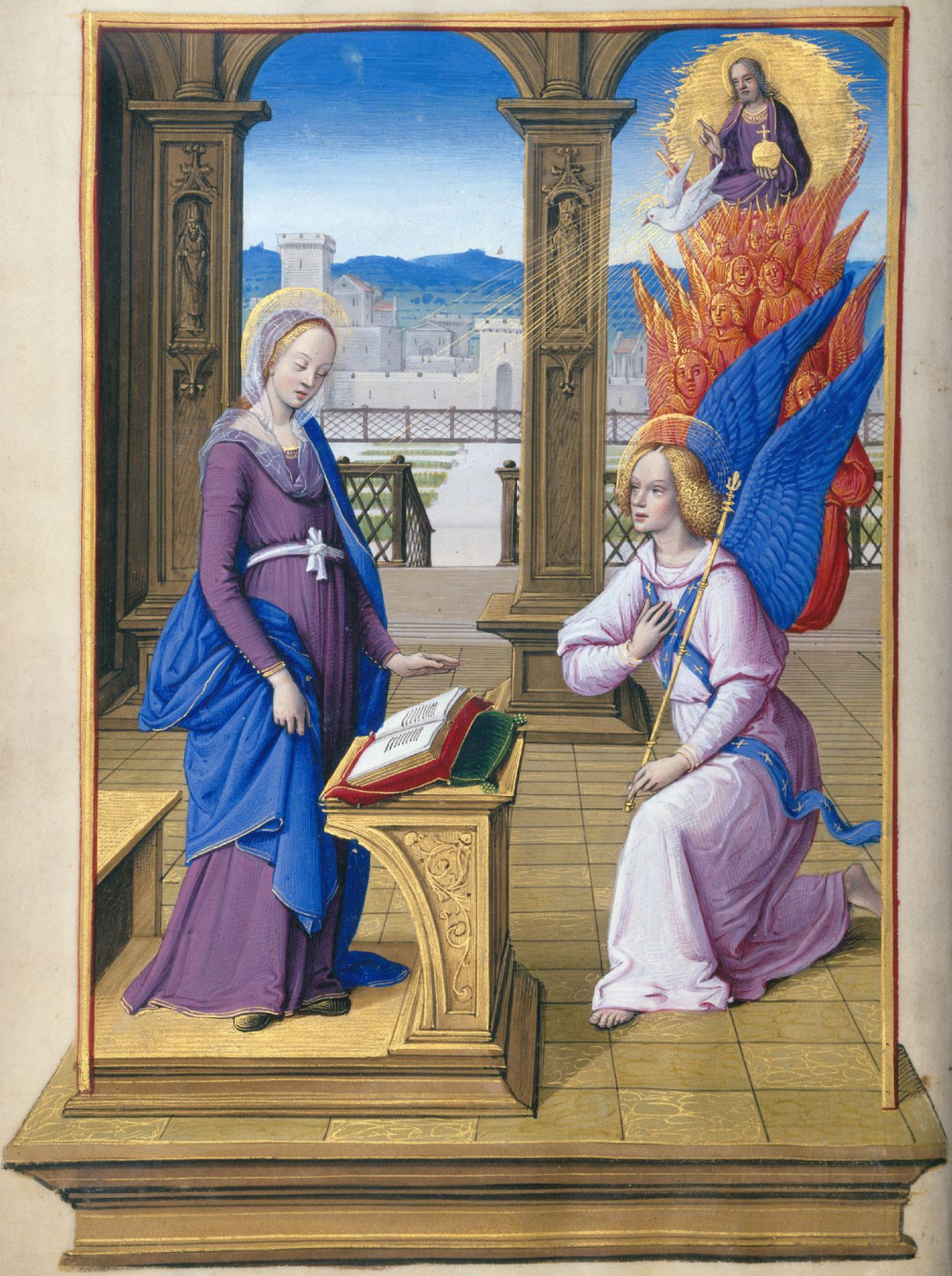
Verkündigung des Herrn. Darstellung im Stundenbuch Heinrichs VIII., ca. 1500
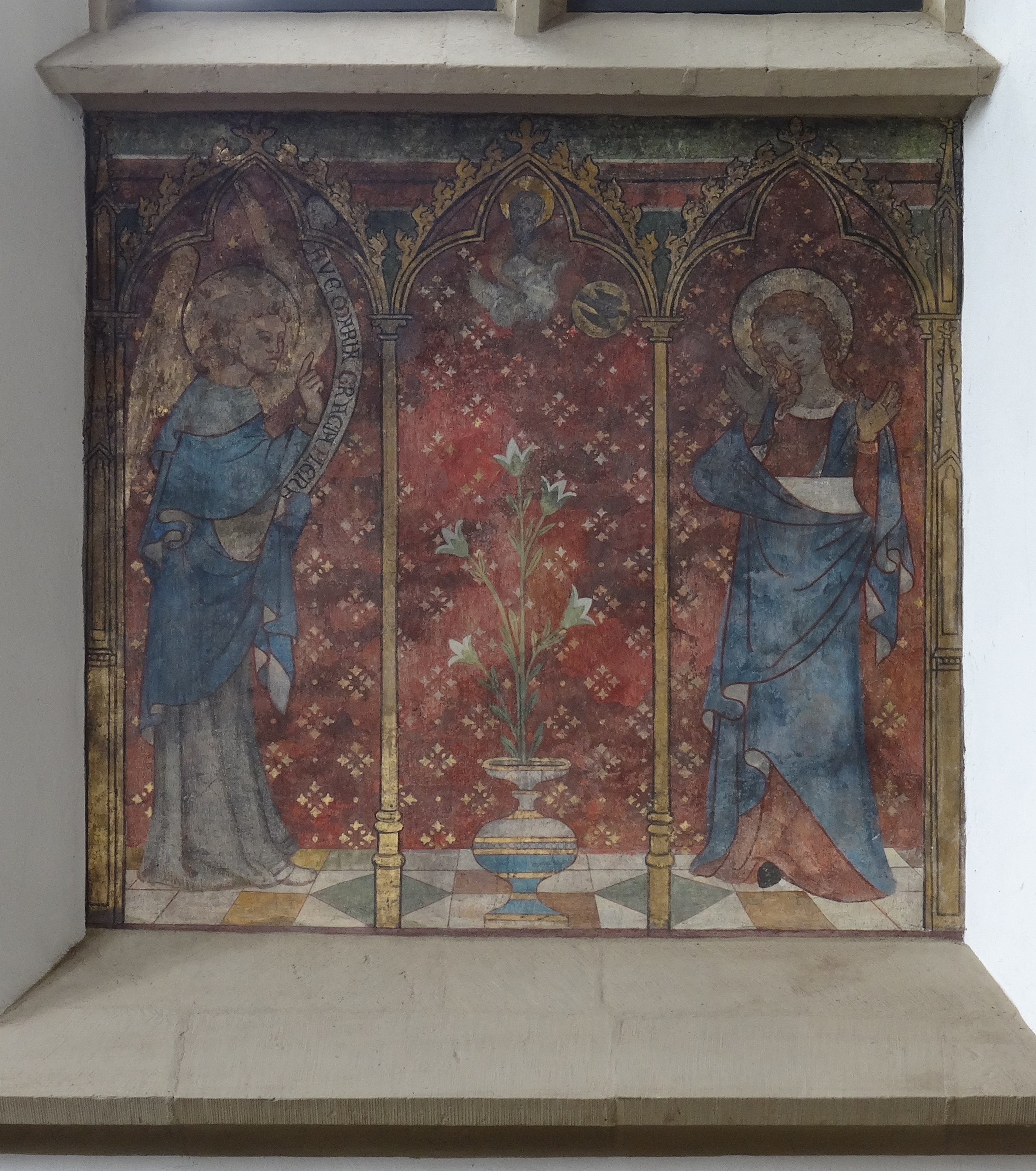
Verkündigungsfresko, Wandgemälde in der Wallfahrtskirche Zur schmerzhaften Mutter Gottes (Bödingen), ca. 1500
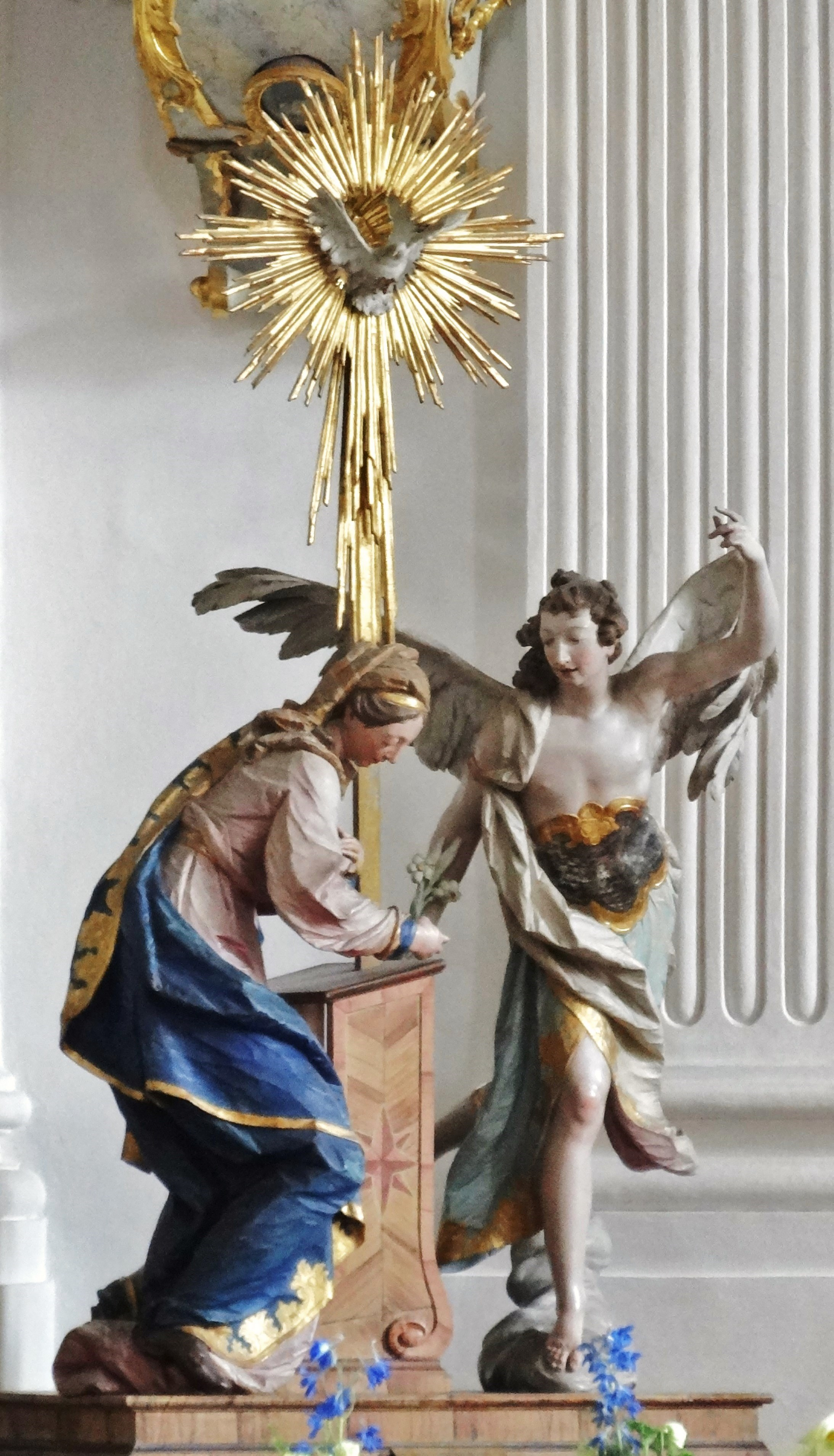
Ignaz Günther: Die Verkündigung; Rokoko, 18. Jahrhundert
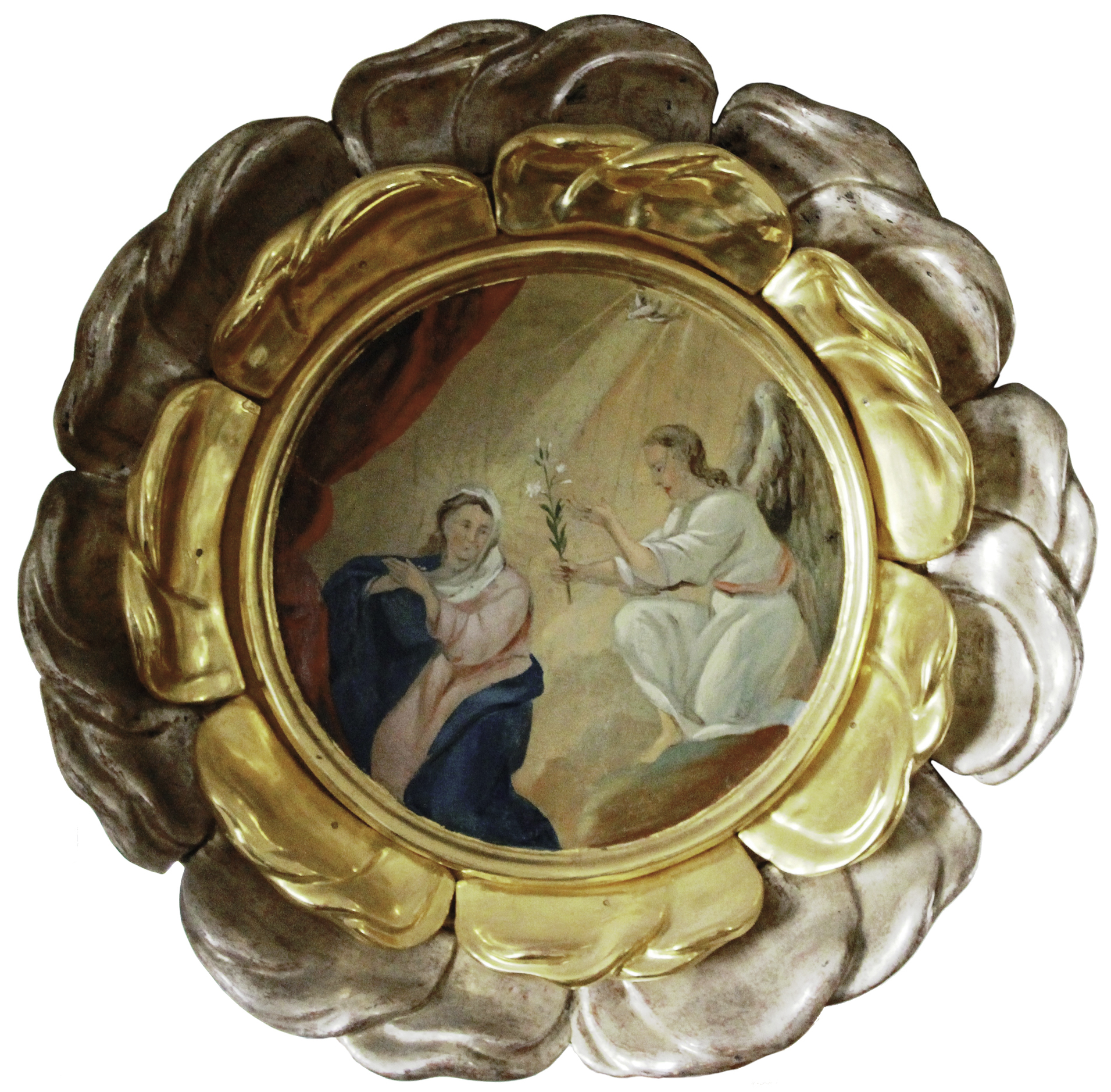
Tondo einer Rosenkranzgirlande in der Pfarrkirche Faistenau – Mariæ Verkündigung. Paul Mödlhammer 1721.
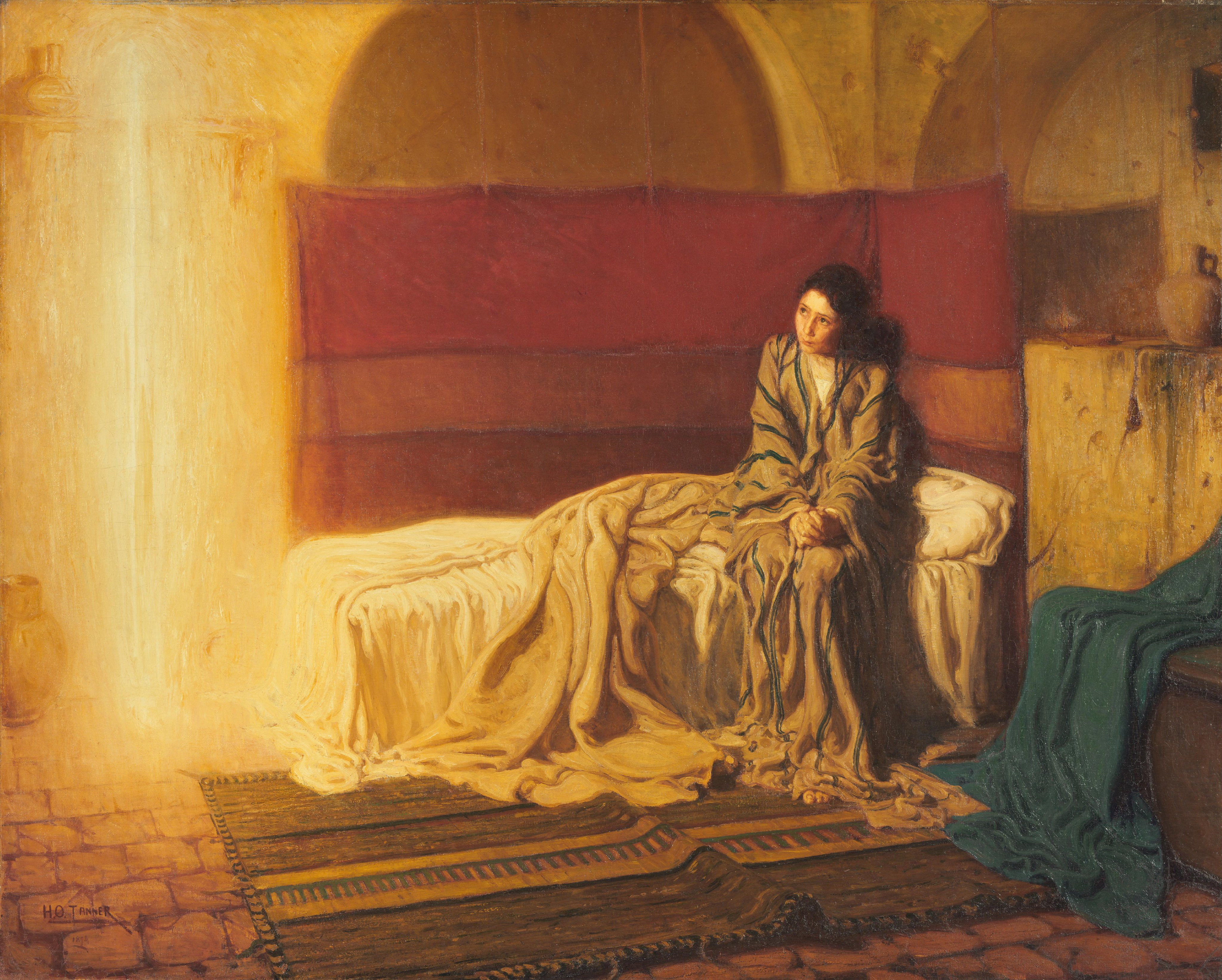
Henry Ossawa Tanner: The Annunciation, 1898
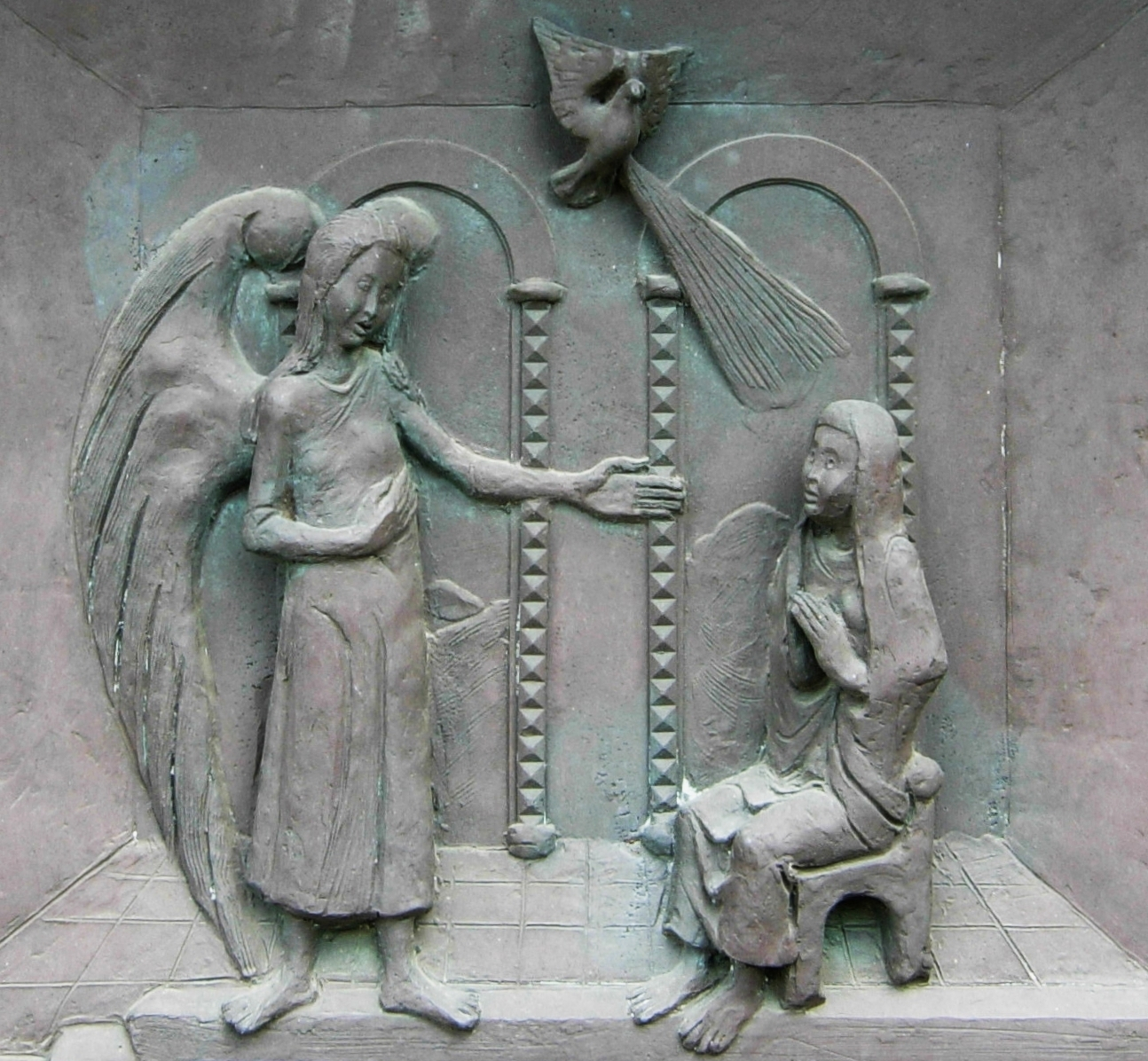
Mariä Verkündigung. Detail am Bronzeportal der Aegidius-Kirche in Bonn-Buschdorf, von Sepp Hürten, 20. Jh.
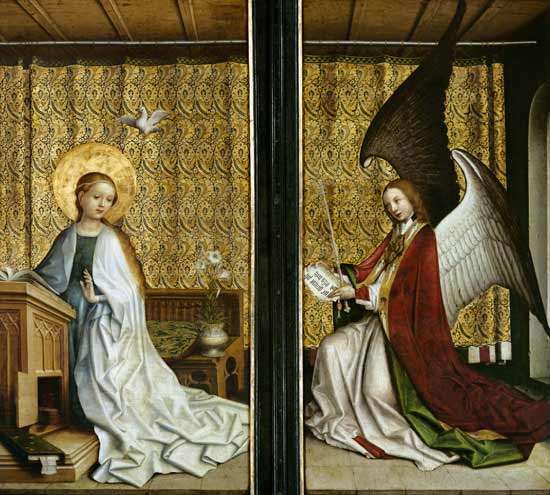
Verkündigung von S. Lochner, Dombild Köln
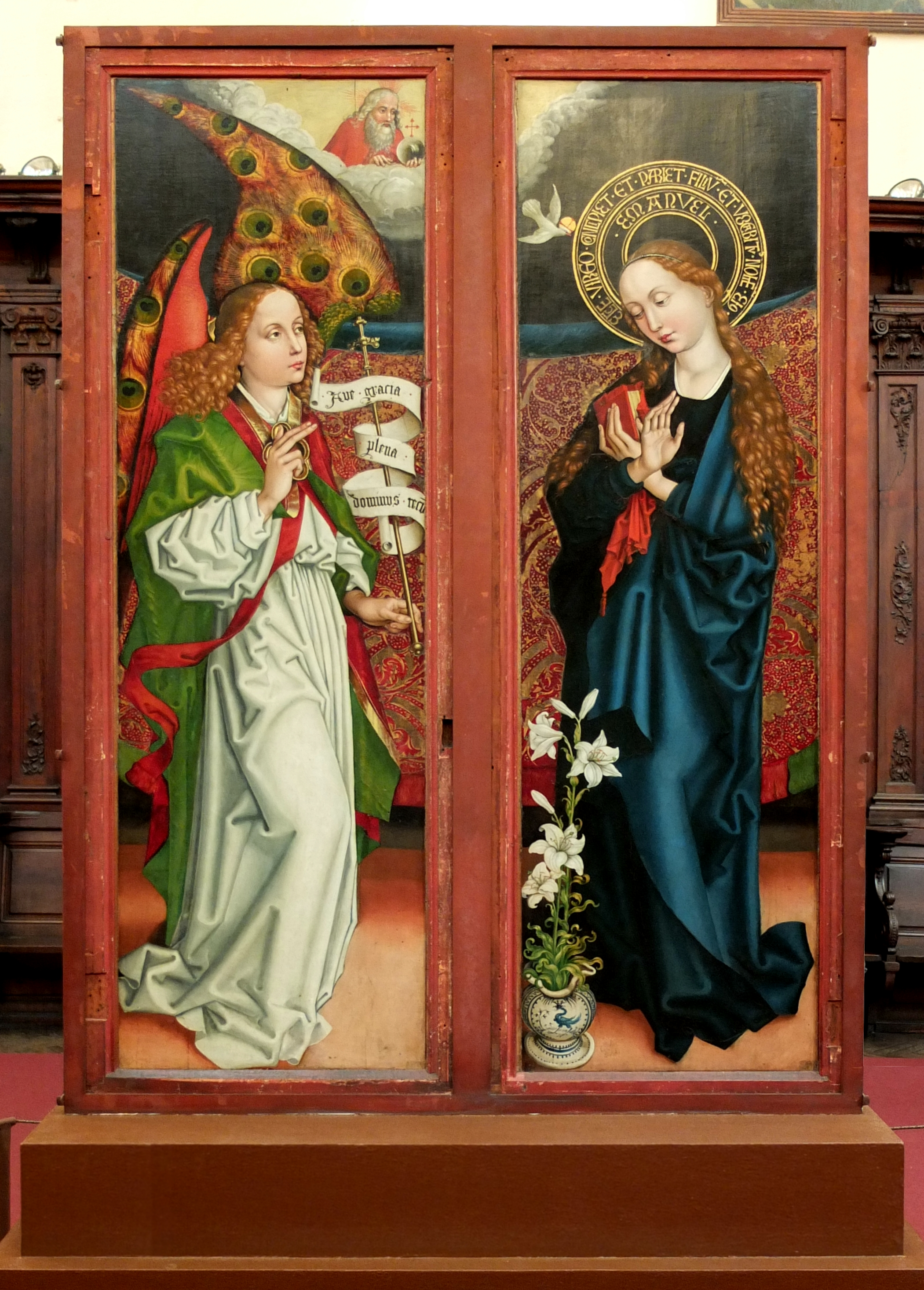
Verkündigung von M. Schongauer, Orlierretabel, Colmar
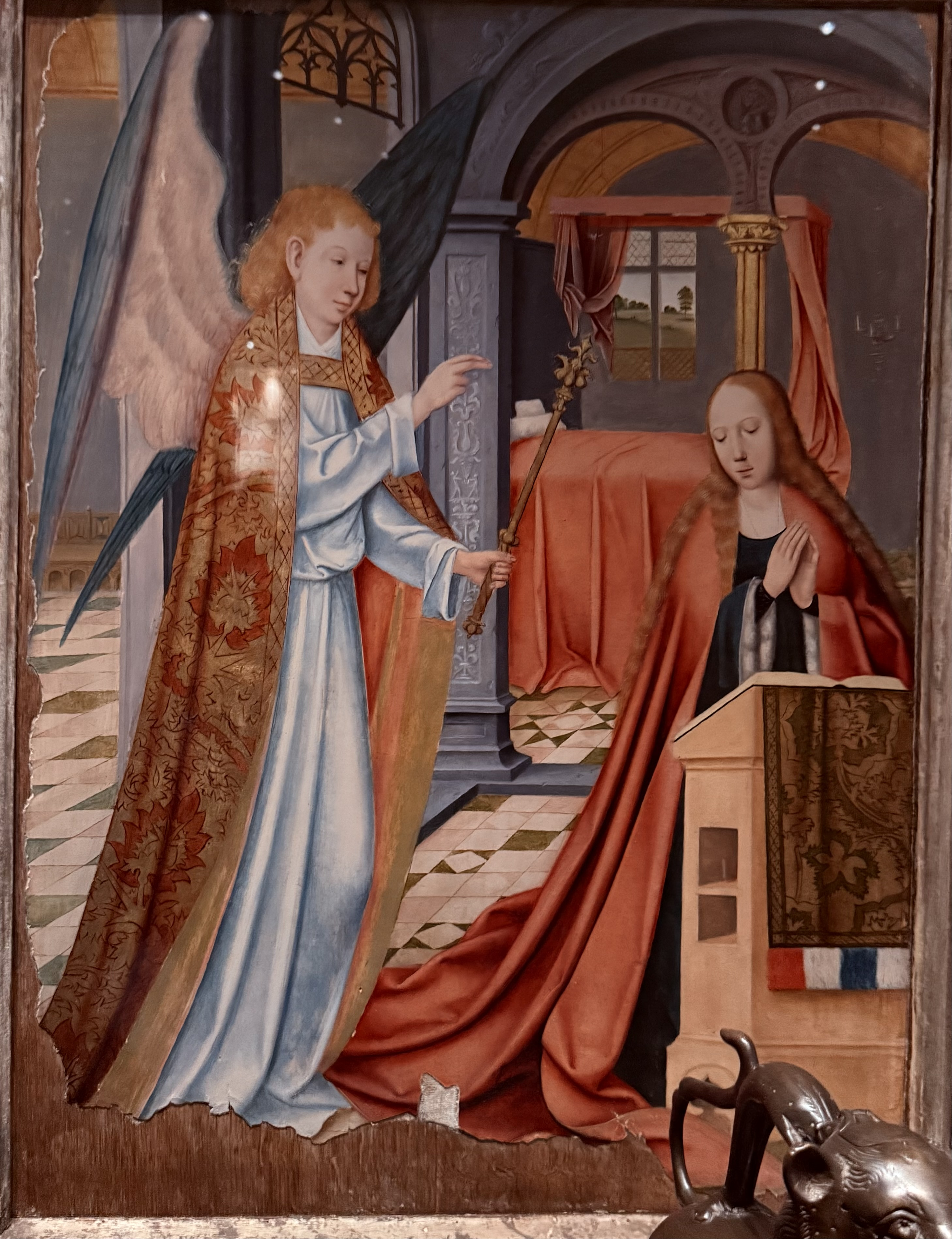
Verkündigung, um 1500, eines unbekannten flämischen Künstlers im Nationalmuseum Islands in Reykjavik

### Musik
Johann Sebastian Bach schrieb eine Kantate für diesen Tag: Wie schön leuchtet der Morgenstern, BWV 1. Außerdem erweiterte er die Widmung der Kantate Himmelskönig, sei willkommen (BWV 182), die eigentlich für den Palmsonntag geschrieben worden war.

### Prozessionen und Reenactment
Bekannt waren seit dem 13. Jahrhundert Prozessionen am Fest der Verkündigung mit szenischen Aufführungen Reenactment als Mysterienspielen besonders in Venedig, Padua und Florenz. In Padua begann der Feiertag mit einer Prozession von der Piazza delle Erbe zur Arenakapelle (Cappella degli Scrovegni) unmittelbar vor der Stadtmauer mit Mysterienspiel. Dafür wurden zu Beginn der Prozession im Palazzo della Ragione Stühle für den Engel und Maria, deren Rollen durch Jungen übernommen wurden, bereitgestellt. Hinter den städtischen Herolden mit Trompeten gingen die geistlichen Würdenträger, gefolgt von den zwei Kathedren mit Engel und Maria, ihnen folgte der Podestà und das Volk. Überliefert sind die mit festgelegten Gesten und Bewegungen für ein zweites nachmittägliches Reenactment in der Kathedrale. Hier wurde die Rolle der Maria von einem Geistlichen übernommen, die des Engels wieder von einem Jungen, die die Begrüßungstexte des Lukasevangeliums sprachen. Weitere Priester übernahmen die Rollen von Josef, Joachim und Elisabet.

## Patrozinien
Die Verkündigungsbasilika zu Nazareth ist dem Glaubensgeheimnis der Verkündigung des Herrn geweiht (siehe Mariä-Verkündigung-Kirche). Dem Patrozinium der Verkündigung des Herrn unterstellt ist die russische Stadt Blagoweschtschensk. Die italienische Stadt Torre Annunziata entstand um eine Verkündigungskapelle über antiken Ruinen.
Ebenfalls diesem Patrozinium unterstellt sind die Annuntiatinnen, ein kontemplativer Orden in der römisch-katholischen Kirche, der Ordo SS. Annuntiationis, ein 1604 von Maria Vittoria De Fornari Strata in Genua gegründeter kontemplativer Frauenorden, und die Kongregation der Mägde von Mariae Verkündigung (Congregatio Ancillarum Beatae Mariae Virginis ab Annunciata), eine 1920 von Johannes Stanislaus Boda OFMCap (1871–1933) in Szombathely gegründete Kongregation.
Die Verleihung des Annunziaten-Ordens ist der Verkündigung des Herrn geweiht.

## Rezeption im Islam
Der Koran berichtet von dem Ereignis in der 3. Sure (Vers 45–51), variiert allerdings in 19:16–26:

„(Damals) als die Engel sagten: Maria! Gott verkündet dir ein Wort von sich, dessen Name Jesus Christus, der Sohn der Maria, ist! Er wird im Diesseits und im Jenseits angesehen sein, einer von denen, die (Gott) nahestehen. (3:45)“